# Минский планетарий
Минский планетарий (бел. Мінскі планетарый) — комплекс из планетария и обсерватории в парке Горького, открыт в 1965 году. Архитектурный стиль: советский архитектурный модернизм. Крупнейший стационарный планетарий в Белоруссии. Основная деятельность — популяризация астрономии, космонавтики. Планетарий является лабораторией отдела интеллектуального творчества Дворца молодёжи.

## Архитектура

### Планетарий
Здание состоит из двух объёмов: холла и сферического зала. Первый представляет собой прямоугольный в плане объём, выполненный из кирпича. Фасад имеет панорамное остекление во всю ширину объёма. Крыша со стороны входной группы выступает, создавая козырёк. Звёздный зал на 120 человек (для звёздных сеансов — 100) оборудован куполообразным экраном и оптико-механическим аппаратом «Планетарий» (модель ZKP-1 фирмы Carl Zeiss, ГДР). Объём сферического зала — полукруг с выступающим из него цилиндром со сферической крышей, необходимой для демонстрации сферических изображений. Цилиндр декорирован серым металлическими панелями ассоциирующимся с дизайном космических кораблей той эпохи[какой?]. Часть объёма за пределами цилиндра отведена под технические помещения, она декорирована 18 маленькими квадратными окнами, расположенными по шесть окон в три ряда. 

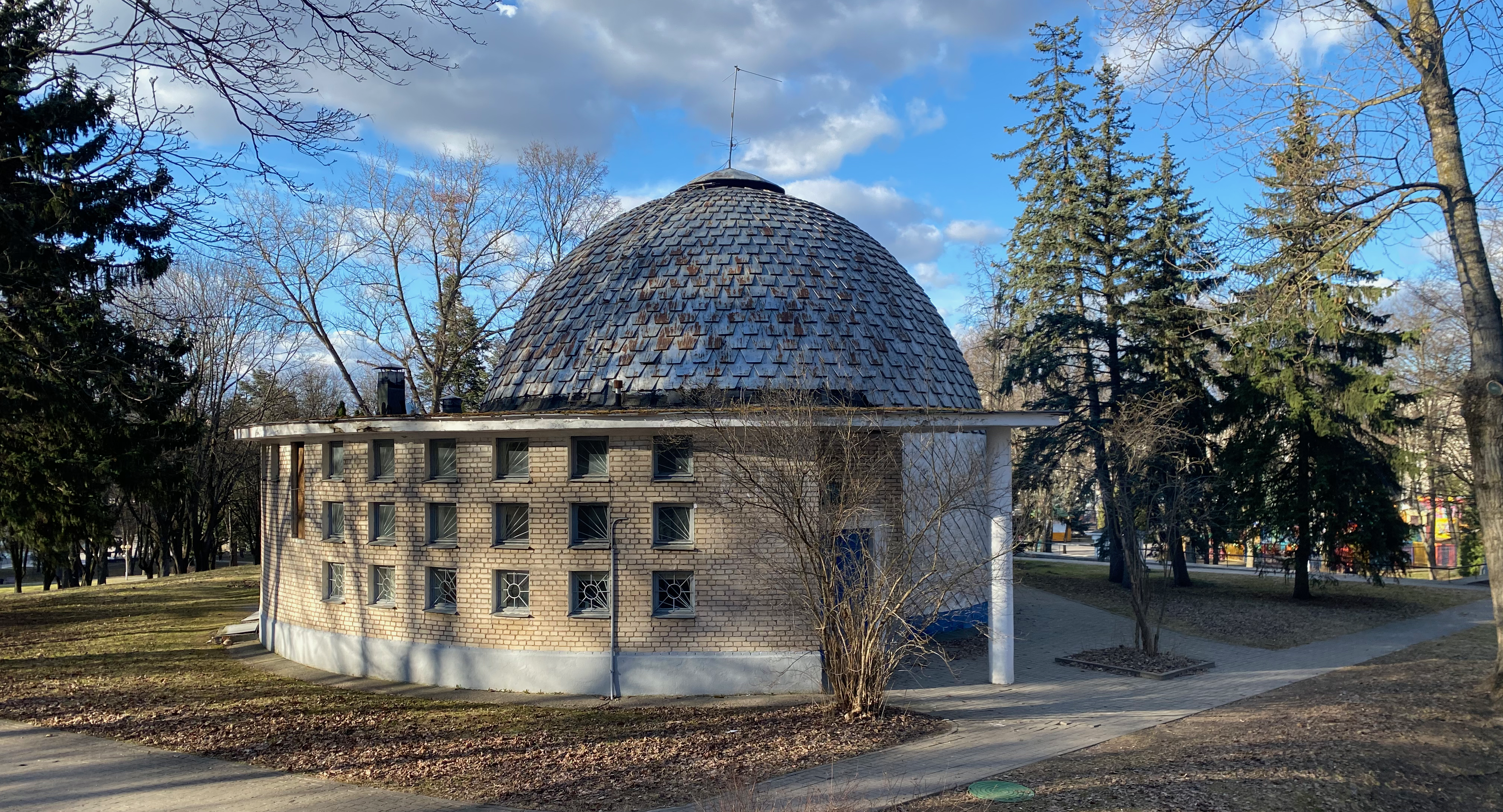
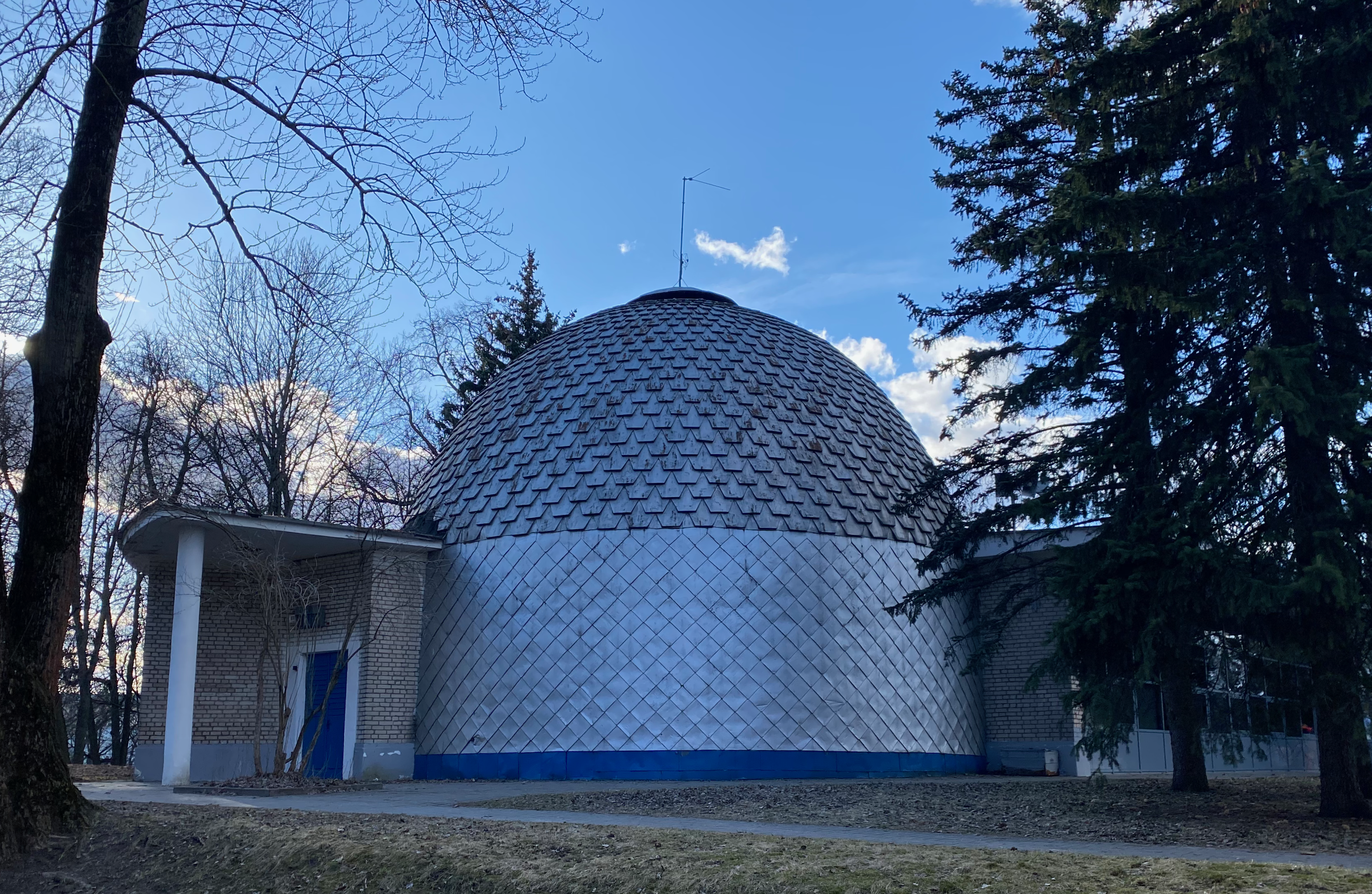
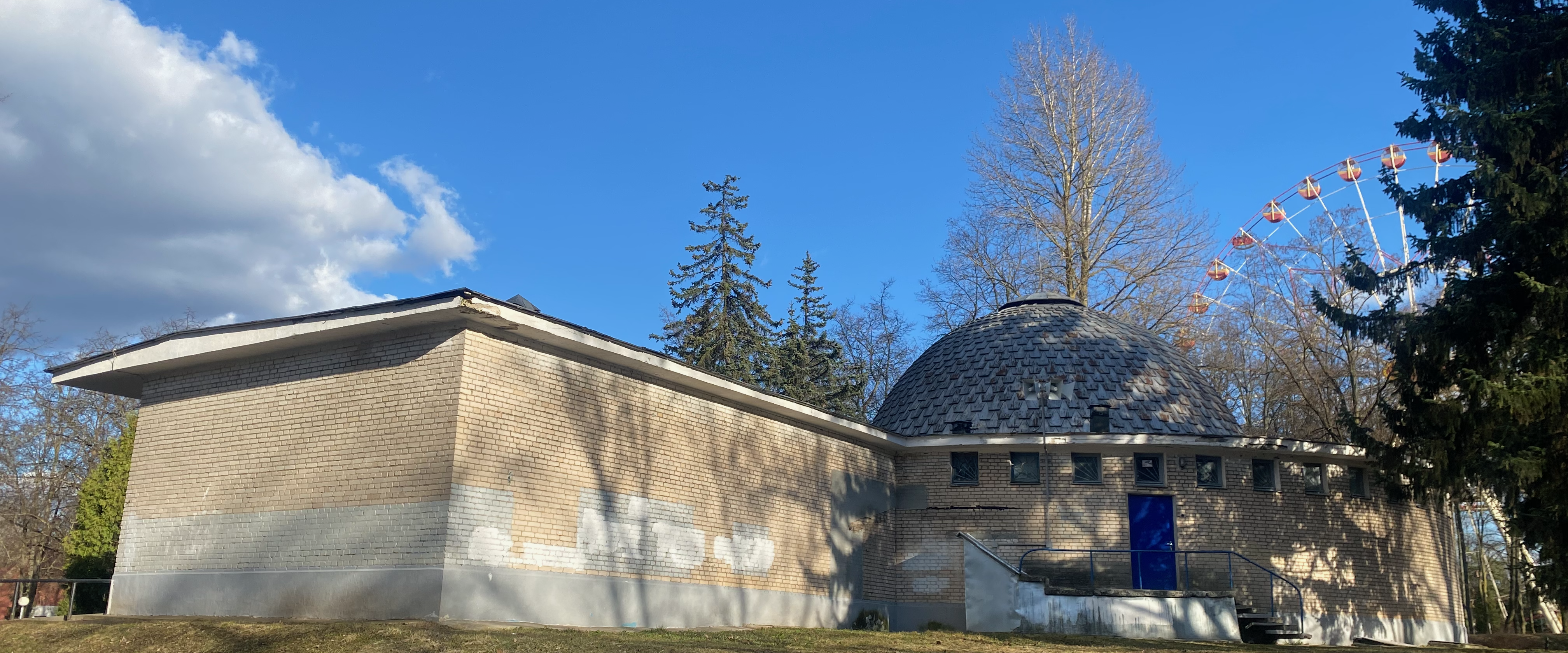
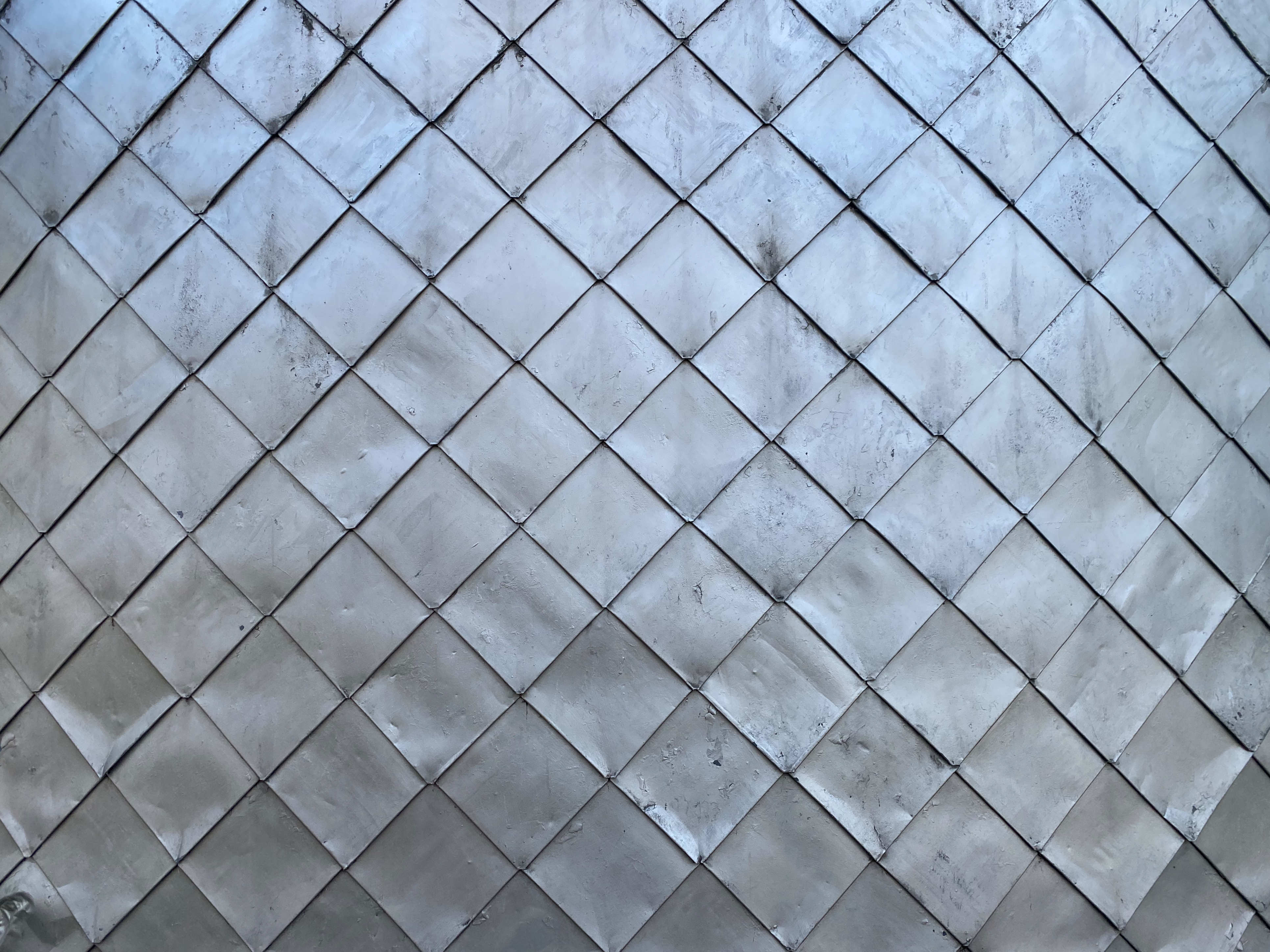
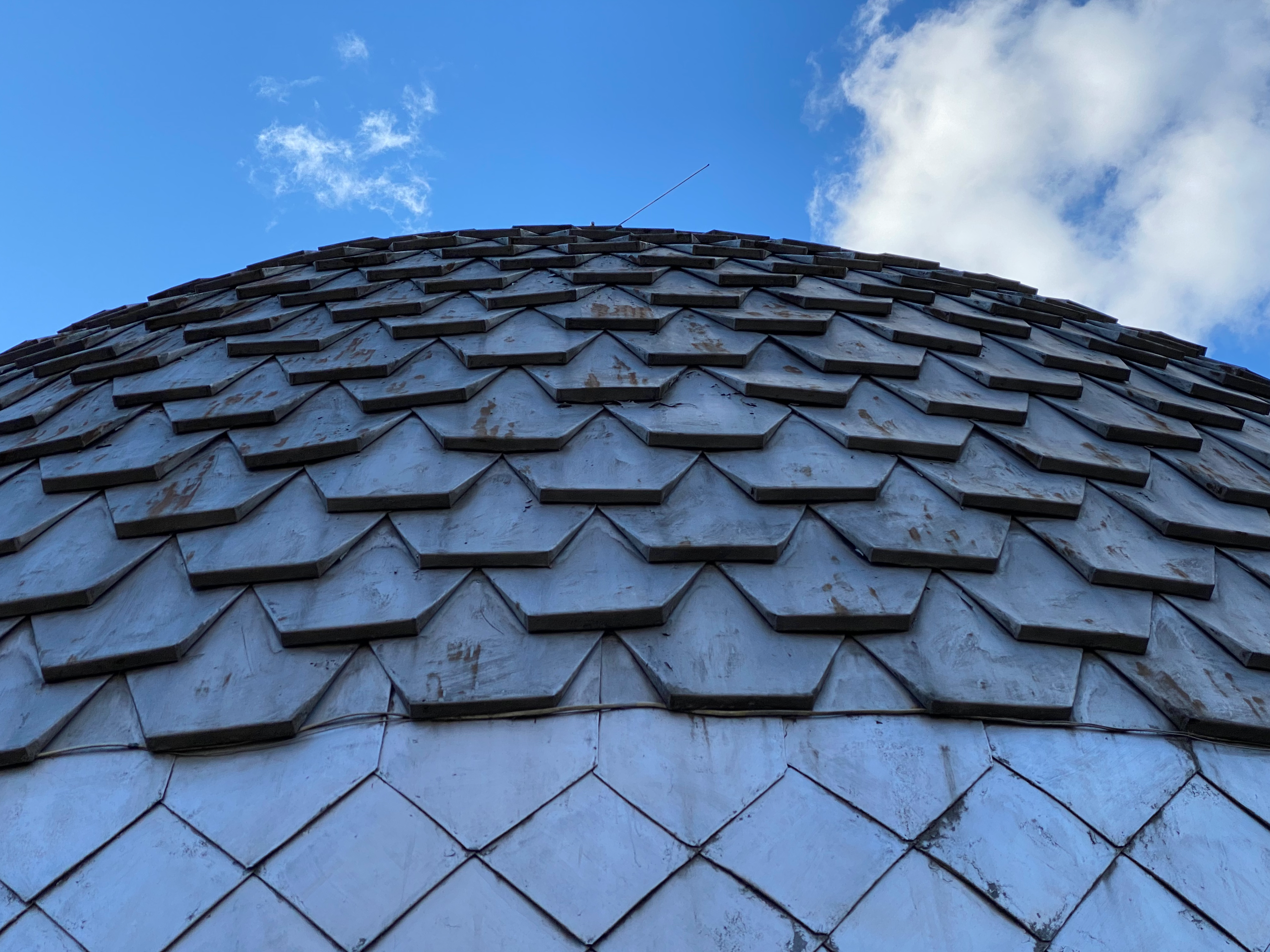

### Обсерватория
Здание в форме цилиндра высотой 6 метров со сферической крышей. Башня обсерватории имеет диаметр 6 метров. Часть крыши может раздвигаться для обеспечения работы телескопа. Для устранения влияния турбулентности приземных слоёв воздуха, имеет значительный подъём над земной поверхностью. В ней установлен 130 мм телескоп-рефрактор фирмы Carl Zeiss. (фокусное расстояние — 1950 мм, увеличение — 300×), при помощи которого под руководством специалистов посетители могут наблюдать небесные объекты. Цилиндр обвит винтовой лестницей, через которую осуществляется доступ к телескопу. Весь цилиндр имеет панорамное остекление.

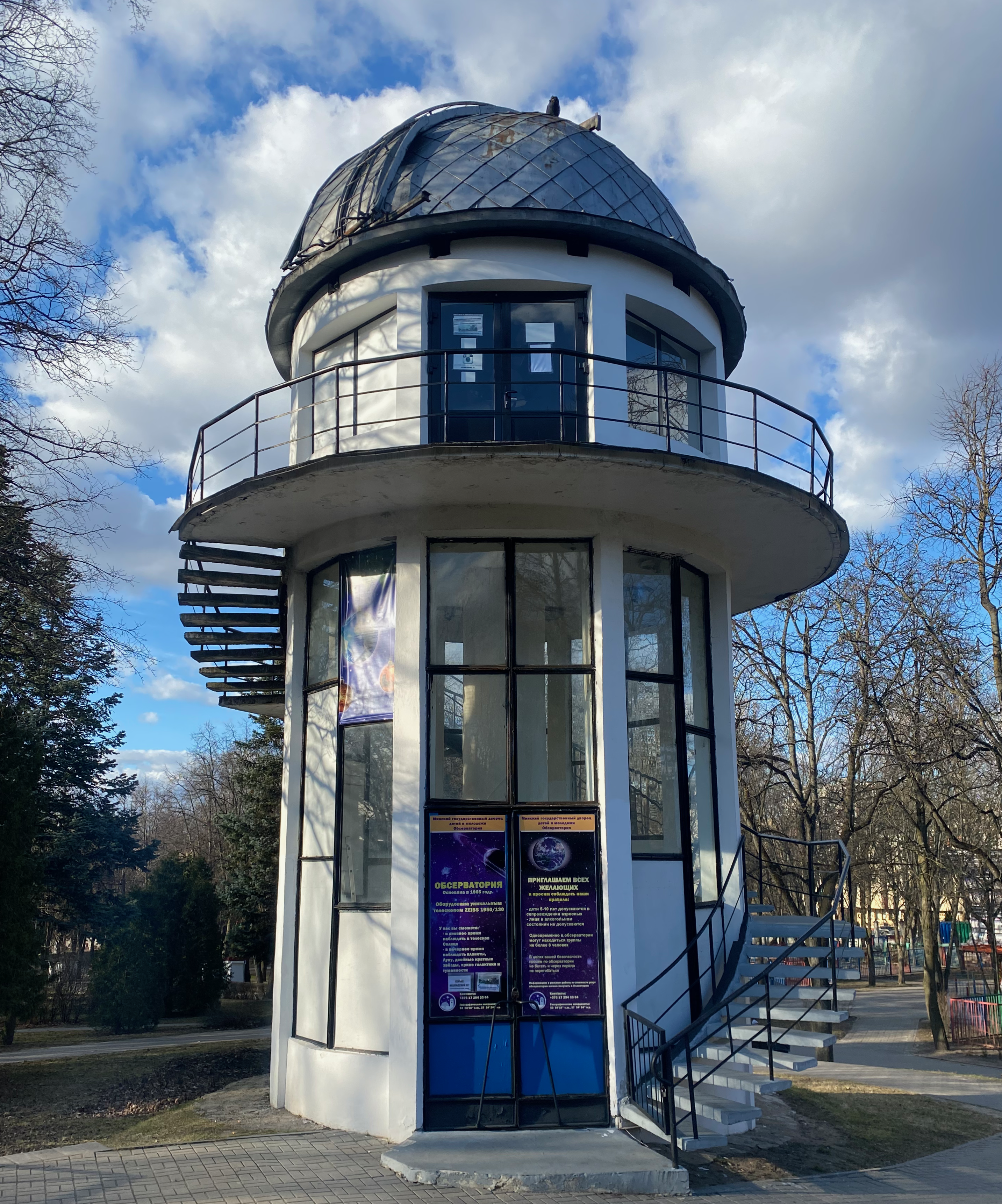
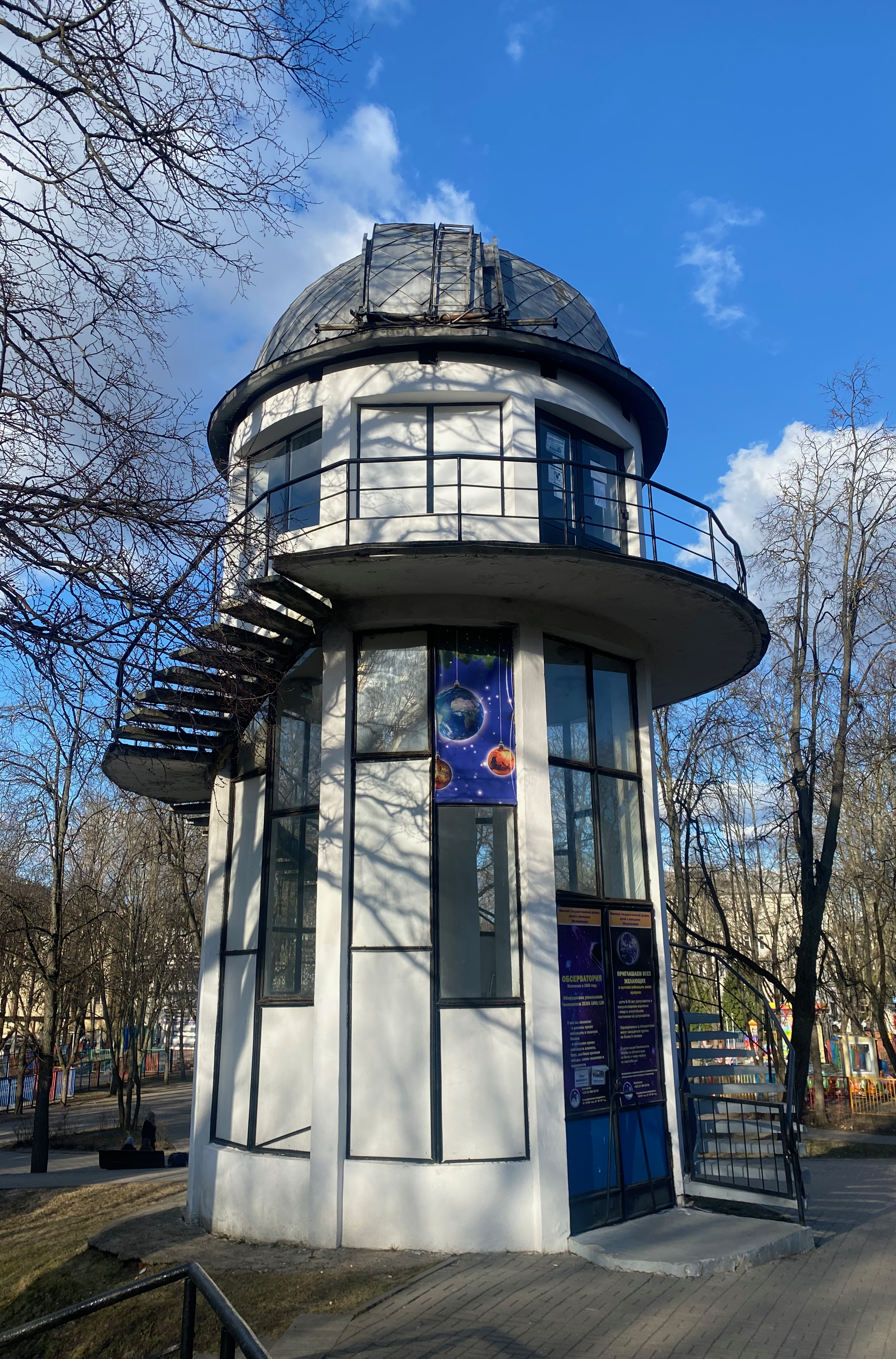
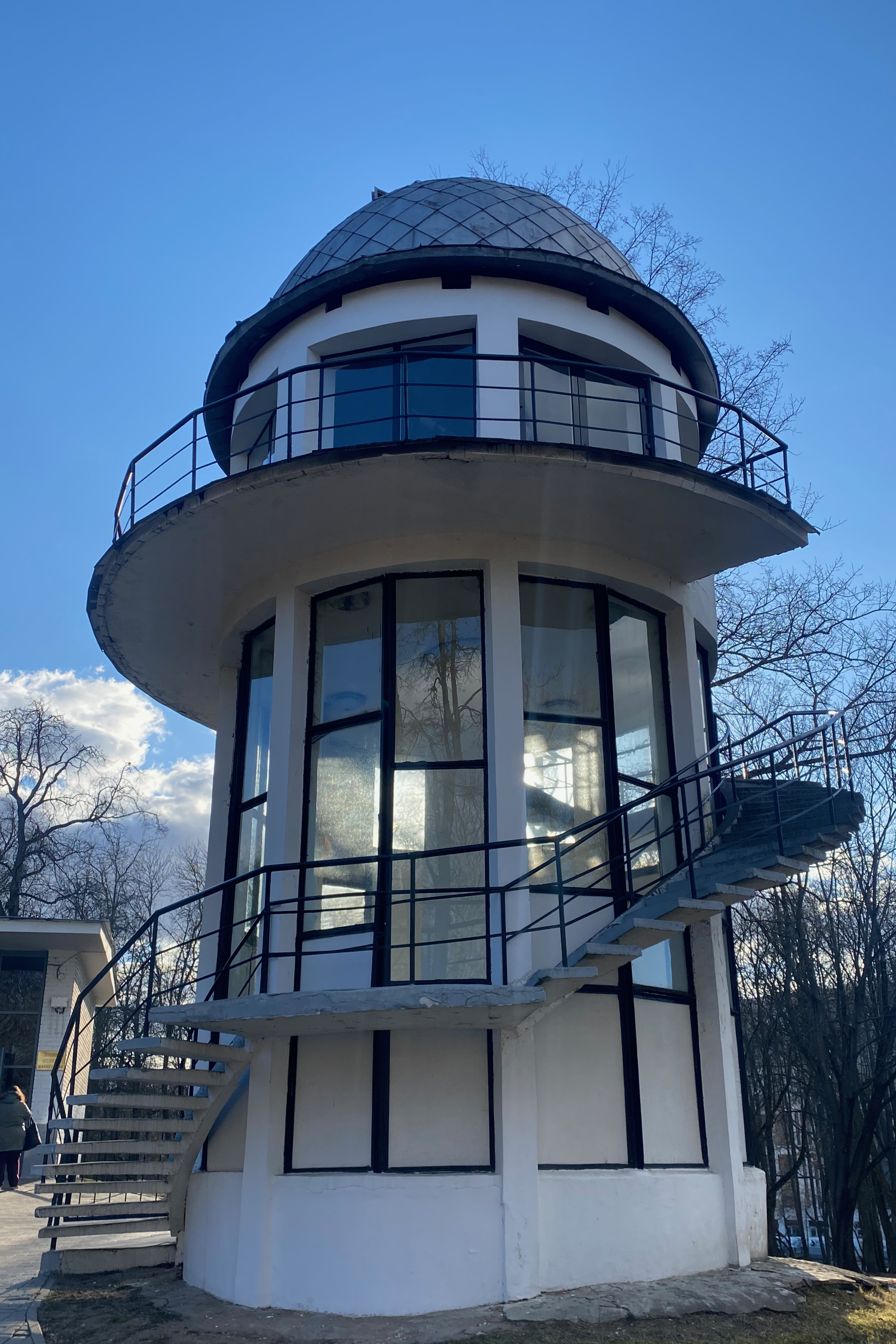
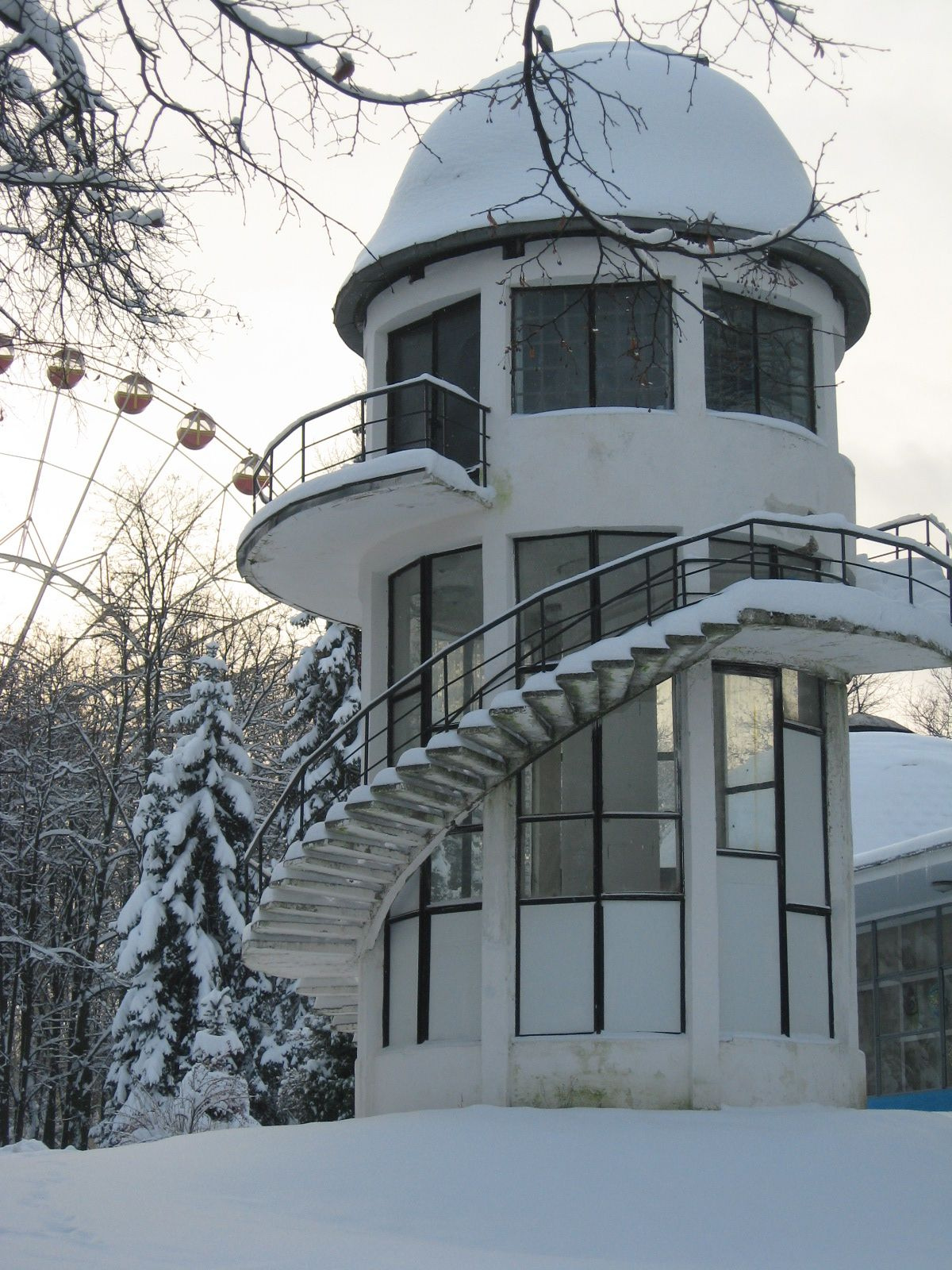

## История
29 июля 1965 года — открытие планетария и обсерватории.
8 июля 2011 года — закрытие на косметический ремонт (на летний период).

## Проекты и мероприятия
- Звёздные сеансы[5], лекции[6]
- Дни астрономии
- Дни космонавтики
- Звёздные новости
- Небо для двоих
- Звёздная свадьба
- Выставки и экспозиции

При планетарии 1 ноября 2008 года создан клуб любителей астрономии «Аш-ню».

## Время работы
Понедельник — выходной. Вторник — четверг: 11:00 — 18:00, пятница — суббота: 11:00 — 20:00, воскресенье: 11:00 — 19:00.
Сеансы: с 10:00 до 17:00 (интервал 1 час, продолжительность сеанса 40 мин).